# Glypta angulata
Glypta angulata là một loài tò vò trong họ Ichneumonidae.